# بنگ جئونگ هوان
بنگ جئونگ هوان (به انگلیسی: Bang Jeong-Hwan؛ ۹ نوامبر ۱۸۹۹ – ۲۳ ژوئیه ۱۹۳۱) یکی از پیشگامان ادبیات نوجوان و فعال حقوق کودکان اهل کره بود که فعالیت‌هایش منجر به ایجاد روز جهانی کودک در کره جنوبی شد.

## زندگی‌نامه
بنگ جئونگ هوان متولد ۹ نوامبر ۱۸۹۹ در سئول بود، وی از مدرسه پوسونگ فارغ‌التحصیل شد و روانشناسی کودک و ادبیات کودک را در کالج توی در ژاپن مطالعه کرد و در ۲۳ ژوئیه ۱۹۳۱ در اثر نارسایی کلیه جان خود را از دست داد.

## فعالیت‌ها
بنگ جئونگ هوان، پدر ادبیات کودکان در کره بود، او مجله ادبی کودکان «ایورین» و کمک به ایجاد داستان‌های ادبی کودکان را آغاز کرد که در ۱۹۲۳ تا ۱۹۳۴ چاپ شد.